# È nata una stella (film 1937)
È nata una stella (A Star Is Born) è un film del 1937, diretto da William A. Wellman.
Il melodramma ha attinto da una precedente opera, A che prezzo Hollywood? (What price Hollywood?) del 1932, con la regia di George Cukor. Esistono altre tre versioni del film: una del 1954 (È nata una stella di George Cukor) con Judy Garland, una del 1976 (È nata una stella di Frank Pierson) con Barbra Streisand ed una terza versione del 2018, diretta e interpretata da Bradley Cooper e con Lady Gaga nel ruolo della protagonista. Questi tre rifacimenti sono tutti e tre dei film musicali a differenza del film originale.

## Trama
Esther Blodgett è una ragazza di paese che approda nella rutilante Hollywood per diventare un'attrice famosa; ma la ragazza non ha vita facile e gli inizi sono stentati. Il caso, però, le dà una mano: Esther incontra il famoso attore Norman Maine, che si innamora di lei e diventa, in qualche misura, il suo pigmalione, aiutandola nella scalata verso le majors e le produzioni che contano. Esther, che ha adottato lo pseudonimo di Vicki Lester, diventa una stella, proprio grazie ad un film che ha girato insieme a Norman The Enchanted Hours. I due decidono di sposarsi. Ma, mentre la popolarità di Vicki cresce, quella di Norman scende, fino ad arrestarsi.
Norman finisce quindi per suicidarsi, dopo aver cercato sollievo nell'alcol, sia perché incapace di gestire il successo della moglie, sia per un ultimo atto di amore nei suoi confronti; Esther infatti, a fronte dei fallimenti del marito, aveva deciso di interrompere la propria carriera per prendersene cura. L'uomo, ubriaco, durante la cerimonia di consegna degli Oscar, aveva interrotto i ringraziamenti della moglie per la vittoria, dando vita ad un monologo sinistro e privo di dignità che era terminato con uno schiaffo involontariamente dato a Vicki che gli si era avvicinata nel tentativo di fermarlo. In un certo senso Norman continuerà a favorire la carriera di Vicki proprio attraverso questa decisione estrema.

## Produzione
Il film fu prodotto dalla Selznick International Pictures.

### Cast
Janet Gaynor, già premio Oscar nel 1929 per Aurora di Friedrich Wilhelm Murnau, L'angelo della strada di Frank Borzage e Settimo cielo sempre di Borzage. Interpreta con grande sensibilità Esther/Vicki, una giovane attrice in vertiginosa scalata al successo. Per la grande interpretazione la Gaynor ottenne una nomination all'Oscar alla Miglior Attrice.
Fredric March, già premio Oscar nel 1932 per Il dottor Jekyll, interpreta Alfred/Norman. Nella sua performance sottolinea i disagi, le fragilità e la labilità di una personalità devastata dalla mancanza di successo e di fama, disegnando contorni e sfumature sottili, tragiche e disperate. Anch'egli ottiene una nomination all'Oscar, come Miglior Attore.
Owen Moore, qui nel ruolo di Casey Burke, con la partecipazione a questo film è alla fine della sua carriera: la sua vita privata è una delle tante che ispirarono la storia di È nata una stella (un'altra, fu quella di Tom Forman). Famoso attore del muto, Moore fu il primo marito di Mary Pickford che conquistò una popolarità e una fama che finirono per lasciarlo nell'ombra. Moore si rifugiò nell'alcool, reagendo in maniera violenta. Dopo il divorzio, la sua carriera si trascinò stancamente e, nel 1939, l'attore morì a causa di un attacco cardiaco.
Altre presenze: Adolphe Menjou (Oliver Niles), Lionel Stander (Libby) e Edgar Kennedy (Pop Randall).

## Distribuzione
Distribuito dall'United Artists, il film uscì nelle sale cinematografiche statunitensi il 27 aprile 1937 dopo essere stato presentato in prima a Los Angeles il 20 aprile e a New York il 22 aprile 1937.

## Riconoscimenti
Nel 1937 il National Board of Review of Motion Pictures l'ha inserito nella lista dei migliori dieci film dell'anno.
- 1938 - Premio Oscar
  - Miglior soggetto